# خلنج هدبي
خلنج هدبي (الاسم العلمي:Erica ciliaris) هو نوع من النباتات يتبع جنس الخلنج من الفصيلة الخلنجية.